# Helmut Punke
Helmut Punke est un auteur allemand de jeux de société.

## Ludographie

### Seul auteur
- Kuddel Muschel, 2002, Ravensburger
- Pusteblume ou Le Pré fleuri, 2004, Piatnik
- Dschungel Party, 2005, Ravensburger
- Verflixt bunt!, 2005, Ravensburger
- Freddy von der Feuerwehr, 2006, Ravensburger